# Гільдерік Сполетський
Гільдерік (†740), герцог Сполетський у 739—740 роках.
Король лангобардів Лютпранд захопив Сполето 16 червня 739, позбавив Тразімунда II престолу та призначив Гільдеріка герцогом. Тразімунд утік до Рима, куди Лютпранд направив своє військо та обложив місто. Король захопив ряд папських мст, проте Григорій III відмовився видати втікача. Папа навіть звернувся за допомогою до Карла Мартела, який вирішив не втручатися у конфлікт.
У грудні 740 Тразімунд за допомогою папи та герцога Беневентського відвоював своє герцогство й убив Гільдеріка,.